# Hyršlita
La hyršlita és un mineral de la classe dels sulfurs, que pertany al grup de la sartorita. Rep el nom en honor del doctor Jaroslav Hyršl, mineralogista i gemmòleg, anteriorment professor de la Universitat Karlovy de Praga, autor de la molt consultada enciclopèdia titulada "Minerals i les seves localitats", a més de moltes recerques i populars articles sobre jaciments de minerals i joies, i especialista en dipòsits de minerals i joies del Perú i Bolívia.

## Característiques
La hyršlita és una sulfosal de fórmula química Pb₈As₁₀Sb₆S₃₂. Va ser aprovada com a espècie vàlida per l'Associació Mineralògica Internacional l'any 2017. Cristal·litza en el sistema monoclínic. Pel que fa a la seva composició es troba entre la guettardita i la twinnita d'una banda, i la hendecasartorita de l'altra.

## Formació i jaciments
Va ser descoberta a la mina Uchucchacua, situada a la província d'Oyon (Lima, Perú), tractant-se de l'únic indret de tot el planeta on ha estat descrita aquesta espècie mineral.